# Gymnoscelis kennii
Gymnoscelis kennii är en fjärilsart som beskrevs av Turner 1922. Gymnoscelis kennii ingår i släktet Gymnoscelis och familjen mätare. Inga underarter finns listade i Catalogue of Life.